# Eric Knight
Eric Oswald Mowbray Knight (10. dubna 1897, Menston, Yorkshire, Anglie – 15. ledna 1943, Nizozemská Guyana, dnes Surinam) byl angloamerický spisovatel, novinář a filmový kritik.

## Život
Narodil se v Anglii, ale brzy se s rodinou přestěhoval do Jižní Afriky, protože jeho otec byl obchodníkem s diamanty. Když mu byly dva roky, byl jeho otec zabit během druhé búrské války a jeho matka se pak odstěhovala do Petrohradu, kde pracovala jako vychovatelka. Od svých patnácti let žil v USA, kam se odstěhoval za svou matkou, která se po druhé vdala za Američana. Byl ale stále britským občanem, americké občanství obdržel až roku 1942.
V USA vystudoval Cambridge Latin School v Massachusetts a poté pracoval jako novinář. Zúčastnil se obou světových válek, v první bojoval za Kanadu a v druhé za USA. Roku 1943 zahynul v hodnosti majora speciálních jednotek Armády Spojených států amerických během leteckého transportu do Severní Afriky při leteckém neštěstí poblíž Paramariba v tehdejší Nizozemské Guyaně (nyní Surinam). Posmrtně mu bylo uděleno vysoké vojenské vyznamenání Legion of Merit (Záslužná legie).
Jako spisovatel si získal věhlas dojemným příběhem o psí věrnosti Lassie Come-Home (1940, Lassie se vrací), který se stal bestsellerem.

## Dílo
- Invitation to Life (1934, Pozvánka k životu), román,
- Song on Your Bugles (1936), román,
- The Flying Yorkshireman (1938. Létající muž z Yorkshire),
- You Play the Black and the Red Comes Up (1938), pod pseudonymem Richard Hallas.
- The Happy Land (1940, Šťastná země), román,
- Lassie Come-Home (1940, Lassie se vrací), povídka,
- This Above All (1942, To především), válečný román z 2. světové války.
- Sam Small Flies Again: The Amazing Adventures of the Flying Yorkshireman (1942), povídky.

## Filmové adaptace
- This Above All (1942, To především), americký film, režie Anatole Litvak.
- Lassie Come-Home (1943, Lassie se vrací), americký film, režie Fred M. Wilcox, v jedné z hlavních dětských roli Elizabeth Taylorová.
- Son of Lassie (1945, Syn Lassie), americký film využívající autorovy postavy, režie S. Sylvan Simon.
- Courage of Lassie (1946, Odvážná Lassie), americký film využívající autorovy postavy, režie Fred M. Wilcox, v jedné z hlavních dětských roli Elizabeth Taylorová.
- Lassie (1954-1973), americký televizní seriál na motivy autorova díla (376 třicetiminutových částí).
- Lassie (1994), americký film, režie Daniel Petrie.
- Lassie (1997-1999), kanadský televizní seriál.
- Lassie (2005), americký film, režie Charles Sturridge.

## Česká vydání
- To především, Alois Neubert, Praha 1948, přeložila B. Tilleová.
- Lassie se vrací, Práce, Praha 1959, přeložila Berta Neubertová, znovu 1965 a 1966.
- Lassie se vrací, SNDK, Praha 1963, přeložila Sandra Zámecká, znovu SNDK, Praha 1970.
- Lassie se vrací, Olympia, Praha 1982, přeložil Oldřich Černý, znovu Naše vojsko, Praha 1993 a Knižní klub 2001 a 2009.
- Lassie se vrací, Egmont ČR, Praha 1995, podle původního díla napsala Rosemary Wellsová, přeložila Jitka Minaříková, znovu 1996 a 1997.